# Sport-Club Freiburg 1982-1983
Questa voce raccoglie le informazioni riguardanti lo Sport-Club Freiburg nelle competizioni ufficiali della stagione 1982-1983.

## Stagione
Nella stagione 1982-1983 il Friburgo, allenato da Werner Olk, concluse il campionato di 2. Bundesliga al 8º posto. In Coppa di Germania il Friburgo fu eliminato al primo turno dal Fortuna Colonia.

## Rosa
| N. |                     | Ruolo | Calciatore         |
| -- | ------------------- | ----- | ------------------ |
|    | Germania (bandiera) | P     | Günther Wienhold   |
|    | Germania (bandiera) | D     | Hans Fabri         |
|    | Germania (bandiera) | D     | Adalbert Grzelak   |
|    | Germania (bandiera) | D     | Rolf Maier         |
|    | Germania (bandiera) | D     | Karl-Heinz Wöhrlin |
|    | Germania (bandiera) | D     | Frank Wormuth      |
|    | Germania (bandiera) | C     | Hubert Besl        |
|    | Germania (bandiera) | C     | Reinhard Binder    |
|    | Germania (bandiera) | C     | Gernot Jüllich     |
|    | Polonia (bandiera)  | C     | Henryk Kruppa      |
|    | Germania (bandiera) | C     | Robert Piller      |

| N. |                     | Ruolo | Calciatore          |
| -- | ------------------- | ----- | ------------------- |
|    | Germania (bandiera) | C     | Ralf Schöpperle     |
|    | Germania (bandiera) | C     | Karl-Heinz Schulz   |
|    | Germania (bandiera) | C     | Hans-Peter Schulzke |
|    | Germania (bandiera) | C     | Wolfgang Weis       |
|    | Ungheria (bandiera) | C     | Gabor Zele          |
|    | Germania (bandiera) | A     | Franz Benz          |
|    | Germania (bandiera) | A     | Robert Birner       |
|    | Germania (bandiera) | A     | Joachim Löw         |
|    | Germania (bandiera) | A     | Otmar Ludwig        |
|    | Germania (bandiera) | A     | Hans Meisel         |

## Organigramma societario
Area tecnica
- Allenatore: Werner Olk
- Allenatore in seconda:
- Preparatore dei portieri:
- Preparatori atletici:

## Calciomercato

### Sessione estiva
| Acquisti | Acquisti          | Acquisti              | Acquisti |
| R.       | Nome              | da                    | Modalità |
| -------- | ----------------- | --------------------- | -------- |
| C        | Hubert Besl       | Bayreuth              |          |
| A        | Joachim Löw       | Eintracht Francoforte |          |
| C        | Karl-Heinz Schulz | Freiburger            |          |
| D        | Frank Wormuth     | Offenburger           |          |

| Cessioni | Cessioni         | Cessioni    | Cessioni |
| R.       | Nome             | a           | Modalità |
| -------- | ---------------- | ----------- | -------- |
| D        | Günter Dämpfling | Hannover 96 |          |
| D        | Markus Löw       | FV Biberach |          |
| C        | Georg Schneider  | Offenburger |          |
| C        | Henry Schüler    | Freiburger  |          |

### Sessione invernale
| Acquisti | Acquisti | Acquisti | Acquisti |
| R.       | Nome     | da       | Modalità |
| -------- | -------- | -------- | -------- |

| Cessioni | Cessioni     | Cessioni | Cessioni |
| R.       | Nome         | a        | Modalità |
| -------- | ------------ | -------- | -------- |
| C        | Werner Reich | Monthey  |          |

## Risultati

### 2. Bundesliga

#### Girone di andata
| Arbitro: | Dilg |

|                     |           |                          |
| Löw 22’ Wöhrlin 35’ | Marcatori | 18’ Đorđević 50’ Schäfer |

| Kassel 14 agosto 1982, ore 15:00 CEST 2ª giornata | Hessen Kassel | 0 – 0 referto | Friburgo | Auestadion (7 000 spett.)\| Arbitro: \| Mierswa \| |
| Arbitro:                                          | Mierswa       |               |          |                                                    |

| Arbitro: | Neuner |

|                                             |           |  |
| Schulzke 23’ Schulz 47’ Meisel 68’ Besl 73’ | Marcatori |  |

| Arbitro: | Kautschor |

|  |           |                     |
|  | Marcatori | 68’ Benz 82’ Binder |

| Arbitro: | Wahmann |

|                             |           |                                 |
| Schulz 14’ Benz 37’ Löw 43’ | Marcatori | 4’, 47’ Michelberger 75’ Krause |

| Arbitro: | Eschweiler |

|                      |           |                      |
| Hahn 56’ Mattern 68’ | Marcatori | 33’, 41’, 54’ Meisel |

| Arbitro: | Glaw |

|            |           |              |
| Meisel 78’ | Marcatori | 90’ Orejuela |

| Arbitro: | Wiesel |

|  |           |                    |
|  | Marcatori | 18’ Löw 86’ Piller |

| Arbitro: | Uhlig |

|                              |           |  |
| Schulz 33’ Brauer 89’ (aut.) | Marcatori |  |

| Arbitro: | Brückner |

|                         |           |            |
| Hermann 32’ Metzler 49’ | Marcatori | 26’ Piller |

| Arbitro: | Bodmer |

|                                  |           |  |
| Piller 45’ Meisel 81’ Birner 87’ | Marcatori |  |

| Arbitro: | Kasperowski |

|                                     |           |  |
| Bakalorz 1’ Klinger 55’ Wegmann 82’ | Marcatori |  |

| Arbitro: | Föckler |

|            |           |  |
| Meisel 43’ | Marcatori |  |

| Arbitro: | Bruch |

|            |           |            |
| Helmes 10’ | Marcatori | 30’ Piller |

| Arbitro: | Bruch |

|                                               |           |           |
| Binder 24’ Piller 45’ (rig.) Löw 58’ Benz 67’ | Marcatori | 36’ Elser |

| Arbitro: | Diekert |

|                                   |           |  |
| Lehmann 28’, 49’ (rig.) Fagot 86’ | Marcatori |  |

| Arbitro: | Puchalski |

|                                                    |           |            |
| Täuber 27’, 47’ (rig.) Maier 38’ (aut.) Dreher 72’ | Marcatori | 30’ Meisel |

| Arbitro: | Correll |

|         |           |          |
| Benz 4’ | Marcatori | 86’ Linz |

| Arbitro: | Risse |

|                              |           |  |
| Gede 71’, 79’ Zimmermann 81’ | Marcatori |  |

#### Girone di ritorno
| Arbitro: | Zimmermann |

|  |           |            |
|  | Marcatori | 61’ Meisel |

| Arbitro: | Eschweiler |

|                     |           |           |
| Benz 41’ Ludwig 77’ | Marcatori | 65’ Hampl |

| Arbitro: | Werner |

|               |           |            |
| Dannenberg 8’ | Marcatori | 14’ Ludwig |

| Arbitro: | Gschwender |

|                           |           |  |
| Ludwig 13’ (rig.) Löw 71’ | Marcatori |  |

| Arbitro: | Huster |

|                                          |           |  |
| Michelberger 31’ Dubovina 59’ Krause 85’ | Marcatori |  |

| Arbitro: | Pauly |

|                      |           |             |
| Bernecker 44’ (aut.) | Marcatori | 77’ Schüler |

| Francoforte sul Meno 4 aprile 1983, ore 15:00 CEST 26ª giornata | FSV Francoforte | 0 – 0 referto | Friburgo | Stadion am Bornheimer Hang (1 200 spett.)\| Arbitro: \| Schütte \| |
| Arbitro:                                                        | Schütte         |               |          |                                                                    |

| Arbitro: | Dilg |

|              |           |              |
| Löw 65’, 72’ | Marcatori | 40’ Steubing |

| Arbitro: | Hontheim |

|               |           |         |
| Kirschner 77’ | Marcatori | 75’ Löw |

| Arbitro: | Ahlenfelder |

|                   |           |             |
| Ludwig 44’ (rig.) | Marcatori | 58’ Hermann |

| Arbitro: | Uhlig |

|                |           |  |
| Steinhauer 61’ | Marcatori |  |

| Arbitro: | Bodmer |

|            |           |             |
| Binder 34’ | Marcatori | 82’ Wegmann |

| Arbitro: | Meijerink |

|                        |           |  |
| Loontiens 9’, 18’, 89’ | Marcatori |  |

| Arbitro: | Michel |

|           |           |                |
| Ludwig 1’ | Marcatori | 54’ Steininger |

| Arbitro: | Werner |

|             |           |             |
| Rombach 51’ | Marcatori | 89’ Wormuth |

| Arbitro: | Messmer |

|            |           |               |
| Binder 42’ | Marcatori | 80’ Metschies |

| Arbitro: | Glaw |

|  |           |            |
|  | Marcatori | 55’ Täuber |

| Arbitro: | Wuttke |

|  |           |                                  |
|  | Marcatori | 61’ Meisel 78’ Ludwig 86’ Schulz |

| Arbitro: | Niebergall |

|              |           |          |
| Schulzke 39’ | Marcatori | 29’ Gede |

### Coppa di Germania
| Arbitro: | Schütte |

|                                  |           |  |
| Hinterberger 11’ Vittinghoff 73’ | Marcatori |  |

## Statistiche

### Statistiche di squadra
| Competizione      | Punti | In casa | In casa | In casa | In casa | In casa | In casa | In trasferta | In trasferta | In trasferta | In trasferta | In trasferta | In trasferta | Totale | Totale | Totale | Totale | Totale | Totale | DR |
| Competizione      | Punti | G       | V       | N       | P       | Gf      | Gs      | G            | V            | N            | P            | Gf           | Gs           | G      | V      | N      | P      | Gf     | Gs     | DR |
| ----------------- | ----- | ------- | ------- | ------- | ------- | ------- | ------- | ------------ | ------------ | ------------ | ------------ | ------------ | ------------ | ------ | ------ | ------ | ------ | ------ | ------ | -- |
| 2. Bundesliga     | 42    | 19      | 8       | 10      | 1       | 33      | 17      | 19           | 5            | 6            | 8            | 17           | 28           | 38     | 13     | 16     | 9      | 50     | 45     | +5 |
| Coppa di Germania | -     | 0       | 0       | 0       | 0       | 0       | 0       | 1            | 0            | 0            | 1            | 0            | 2            | 1      | 0      | 0      | 1      | 0      | 2      | -2 |
| Totale            | 42    | 19      | 8       | 10      | 1       | 33      | 17      | 20           | 5            | 6            | 9            | 17           | 30           | 39     | 13     | 16     | 10     | 50     | 47     | +3 |

### Andamento in campionato
| Giornata  | 1 | 2  | 3 | 4 | 5 | 6 | 7 | 8 | 9 | 10 | 11 | 12 | 13 | 14 | 15 | 16 | 17 | 18 | 19 | 20 | 21 | 22 | 23 | 24 | 25 | 26 | 27 | 28 | 29 | 30 | 31 | 32 | 33 | 34 | 35 | 36 | 37 | 38 |
| --------- | - | -- | - | - | - | - | - | - | - | -- | -- | -- | -- | -- | -- | -- | -- | -- | -- | -- | -- | -- | -- | -- | -- | -- | -- | -- | -- | -- | -- | -- | -- | -- | -- | -- | -- | -- |
| Luogo     | C | T  | C | T | C | T | C | T | C | T  | C  | T  | C  | T  | C  | T  | T  | C  | T  | T  | C  | T  | C  | T  | C  | T  | C  | T  | C  | T  | C  | T  | C  | T  | C  | C  | T  | C  |
| Risultato | N | N  | V | V | N | V | N | V | V | P  | V  | P  | V  | N  | V  | P  | P  | N  | P  | V  | V  | N  | V  | P  | N  | N  | V  | N  | N  | P  | N  | P  | N  | N  | N  | P  | V  | N  |
| Posizione | 8 | 11 | 5 | 6 | 5 | 5 | 6 | 3 | 2 | 3  | 3  | 3  | 3  | 3  | 3  | 5  | 6  | 6  | 7  | 6  | 6  | 6  | 5  | 5  | 5  | 6  | 6  | 5  | 6  | 6  | 6  | 7  | 8  | 8  | 7  | 9  | 8  | 8  |

Legenda:

Luogo: C = Casa; T = Trasferta. Risultato: V = Vittoria; N = Pareggio; P = Sconfitta.

### Statistiche dei giocatori
| Giocatore     | 2. Bundesliga | 2. Bundesliga | 2. Bundesliga | 2. Bundesliga | Coppa di Germania | Coppa di Germania | Coppa di Germania | Coppa di Germania | Totale   | Totale | Totale      | Totale     |
| Giocatore     | Presenze      | Reti          | Ammonizioni   | Espulsioni    | Presenze          | Reti              | Ammonizioni       | Espulsioni        | Presenze | Reti   | Ammonizioni | Espulsioni |
| ------------- | ------------- | ------------- | ------------- | ------------- | ----------------- | ----------------- | ----------------- | ----------------- | -------- | ------ | ----------- | ---------- |
| F. Benz       | 35            | 5             | 2             | 0             | 1                 | 0                 | 0                 | 0                 | 36       | 5      | 2           | 0          |
| H. Besl       | 19            | 1             | 2             | 0             | 1                 | 0                 | 0                 | 0                 | 20       | 1      | 2           | 0          |
| R. Binder     | 36            | 4             | 1             | 0             | 1                 | 0                 | 1                 | 0                 | 37       | 4      | 2           | 0          |
| R. Birner     | 3             | 1             | 1             | 0             | 0                 | 0                 | 0                 | 0                 | 3        | 1      | 1           | 0          |
| H. Fabri      | 1             | 0             | 0             | 0             | 0                 | 0                 | 0                 | 0                 | 1        | 0      | 0           | 0          |
| A. Grzelak    | 22            | 0             | 5             | 0             | 0                 | 0                 | 0                 | 0                 | 22       | 0      | 5           | 0          |
| G. Jüllich    | 24            | 0             | 2             | 0             | 1                 | 0                 | 0                 | 0                 | 25       | 0      | 2           | 0          |
| H. Kruppa     | 0             | 0             | 0             | 0             | 0                 | 0                 | 0                 | 0                 | 0        | 0      | 0           | 0          |
| O. Ludwig     | 16            | 6             | 3             | 0             | 0                 | 0                 | 0                 | 0                 | 16       | 6      | 3           | 0          |
| J. Löw        | 34            | 8             | 0             | 0             | 1                 | 0                 | 0                 | 0                 | 35       | 8      | 0           | 0          |
| R. Maier      | 28            | 0             | 3             | 0             | 0                 | 0                 | 0                 | 0                 | 28       | 0      | 3           | 0          |
| H. Meisel     | 37            | 10            | 0             | 0             | 1                 | 0                 | 0                 | 0                 | 38       | 10     | 0           | 0          |
| R. Piller     | 36            | 5             | 4             | 0             | 1                 | 0                 | 0                 | 0                 | 37       | 5      | 4           | 0          |
| W. Reich      | 1             | 0             | 0             | 0             | 0                 | 0                 | 0                 | 0                 | 1        | 0      | 0           | 0          |
| K. Schulz     | 35            | 4             | 7             | 0             | 1                 | 0                 | 0                 | 0                 | 36       | 4      | 7           | 0          |
| H. Schulzke   | 35            | 2             | 2             | 1             | 1                 | 0                 | 0                 | 0                 | 36       | 2      | 2           | 1          |
| R. Schöpperle | 1             | 0             | 0             | 0             | 0                 | 0                 | 0                 | 0                 | 1        | 0      | 0           | 0          |
| W. Weis       | 1             | 0             | 0             | 0             | 0                 | 0                 | 0                 | 0                 | 1        | 0      | 0           | 0          |
| G. Wienhold   | 38            | 0             | 0             | 0             | 1                 | 0                 | 0                 | 0                 | 39       | 0      | 0           | 0          |
| F. Wormuth    | 24            | 1             | 4             | 0             | 1                 | 0                 | 0                 | 0                 | 25       | 1      | 4           | 0          |
| K. Wöhrlin    | 37            | 1             | 3             | 0             | 1                 | 0                 | 0                 | 0                 | 38       | 1      | 3           | 0          |
| G. Zele       | 15            | 0             | 5             | 1             | 1                 | 0                 | 0                 | 0                 | 16       | 0      | 5           | 1          |